# Ingrid Caven
Ingrid Caven (Saarbrücken, 3 augustus 1938) is een Duitse actrice en zangeres.

## Actrice

### Afkomst en opleiding
Caven groeide op in een muzikale familie. Haar jongere zus, Trudeliese Schmidt, was een bekende mezzosopraan. Tijdens haar jeugd zong Caven al liederen van onder meer Schumann, Schubert en Brahms. Na haar studies kunstgeschiedenis, pedagogie en germanistiek werkte ze als leerkracht in Oberbayern.

### Rainer Werner Fassbinder
In 1967 werd ze in München ontdekt door Rainer Werner Fassbinder tijdens de opvoering van een stuk van Peer Raben. Ze behoorde al gauw tot de Fassbinder-clan, een groep trouwe medewerkers van het boegbeeld van de Neuer Deutscher Film. Zo groeide ze uit tot een van de iconen van die Neuer Deutscher Film.
Deze clan werd gevormd door onder meer de acteurs Gottfried John, Günter Lamprecht, Günther Kaufmann, Kurt Raab, Ulli Lommel, Hark Bohm, Harry Baer en Volker Spengler en de actrices Brigitte Mira, Hanna Schygulla, Margit Carstensen, Barbara Valentin en Irm Hermann. Ook director of photography Michael Ballhaus en filmcomponist-acteur-regisseur Peer Raben maakten er deel van uit.
Van meet af aan was Caven aanwezig in het universum van Fassbinder, meestal in kleine bijrollen. Ze werkten samen in zestien films.
Fassbinder castte haar, net zoals enkele andere Duitse cultregisseurs als Daniel Schmid en Werner Schroeter, meermaals in de rol van een (nachtclub)zangeres en een prostituee.
Caven belichaamde ook Lola Montez, de danseres en courtisane die de minnares was van Lodewijk I van Beieren in het historisch drama Ludwig – Requiem für einen jungfräulichen König (1972).
Caven was een tijdlang gehuwd met Fassbinder. Ook na hun scheiding bleef ze voor hem werken.

### Doorbraak
Haar doorbraak had Caven echter te danken aan haar rol van nachtclubzangeres in het melodrama La Paloma (1974) van Daniel Schmid, een vroegere medewerker en vriend van Fassbinder. Ook voor hem was zij een muze: ze verscheen in vijf films van Schmid, waaronder Schatten der Engel (1976). Dit sociaal drama was gebaseerd op Fassbinders toneelstuk Der Müll, die Stadt und der Tod, waarin Caven als een oogverblindend mooie prostituee de affiche deelde met Fassbinder zelf, die haar pooier speelde.
Vanaf het begin van de jaren tachtig verscheen Caven nog maar sporadisch op het grote doek.

## Zangeres
Aan het einde van de jaren zeventig trok Caven naar Parijs om er een carrière als chansonnière te beginnen. Caven oogstte vooral bijval in Frankrijk waar ze vaak werd vergeleken met diva's als Édith Piaf, Marlene Dietrich en Greta Garbo.
Ze had toen een revue Ingrid Caven chante in Pigall's in Parijs. Voor die gelegenheid ontwierp haar vriend Yves Saint-Laurent speciaal voor haar een zwarte cocktailjurk die veel bekijks had en die sindsdien haar fetisj is. Aan het begin van de jaren tweeduizend kende haar carrière een heropflakkering.

## Privéleven
Caven was tussen 1970 en 1972 gehuwd met Fassbinder.
Ze leeft sinds 1977 samen met Jean-Jacques Schuhl, een Franse romanschrijver die in 2000 de prix Goncourt won met zijn best-seller Ingrid Caven.

## Filmografie (ruime selectie)
- 1969 - Liebe ist kälter als der Tod (Rainer Werner Fassbinder)
- 1970 - Götter der Pest
- 1970 - Warum läuft Herr R. Amok? (Rainer Werner Fassbinder)
- 1970 - Das Kaffeehaus (Rainer Werner Fassbinder)
- 1970 - Die Niklashauser Fart (Rainer Werner Fassbinder)
- 1970 - Der amerikanische Soldat (Rainer Werner Fassbinder)
- 1971 - Rio das Mortes (Rainer Werner Fassbinder)
- 1971 - Warnung von einer heiligen Nutte
- 1971 - Händler der vier Jahreszeiten (Rainer Werner Fassbinder)
- 1972 - Adele Spitzeder
- 1972 - Ludwig – Requiem für einen jungfräulichen König (Hans-Jürgen Syberberg)
- 1972 - Der Tod der Maria Malibran (Werner Schroeter)
- 1972 - Zahltag
- 1972 - Heute nacht oder nie (Daniel Schmid)
- 1973 - Die Zärtlichkeit der Wölfe (Ulli Lommel)
- 1973 - Welt am Draht (Rainer Werner Fassbinder) (tweedelige televisieserie)
- 1974 - 1 Berlin-Harlem
- 1974 - La Paloma (Daniel Schmid)
- 1974 - Mes petites amoureuses (Jean Eustache)
- 1974 - Martha (Rainer Werner Fassbinder)
- 1975 - Le Jeu avec le feu (Alain Robbe-Grillet)
- 1975 - Faustrecht der Freiheit (Rainer Werner Fassbinder)
- 1975 - Mutter Küsters' Fahrt zum Himmel (Rainer Werner Fassbinder)
- 1975 - Angst vor der Angst (Rainer Werner Fassbinder)
- 1976 - Schatten der Engel (Daniel Schmid)
- 1976 - Satansbraten (Rainer Werner Fassbinder)
- 1976 - Néa (Nelly Kaplan)
- 1976 - Ich will doch nur, daß ihr mich liebt (Rainer Werner Fassbinder)
- 1976 - Goldflocken (Werner Schroeter)
- 1977 - Violanta (Daniel Schmid)
- 1978 - Despair – Eine Reise ins Licht (Rainer Werner Fassbinder)
- 1978 - In einem Jahr mit 13 Monden (Rainer Werner Fassbinder)
- 1980 - Looping (Walter Bockmayer)
- 1980 - Nárcisz és Psyché
- 1981 - Heute spielen wir den Boß – Wo geht’s denn hier zum Film? (Peer Raben)
- 1981 - Tag der Idioten (Werner Schroeter)
- 1981 - Malou (Jeanine Meerapfel)
- 1981 - Der Mond is nur a nackerte Kugel
- 1982 - Dirty Daughters - Die Hure und der Hurensohn
- 1982 - Vorstadt-Tango
- 1983 - Die Krimistunde - Die Dame und der Jüngling (televisieserie)
- 1983 - Die wilden Fünfziger (Peter Zadek)
- 1986 - L'Araignée de satin (Jacques Baratier)
- 1987 - Des Teufels Paradies
- 1987 - Verbieten verboten
- 1992 - Hors saison (Daniel Schmid)
- 1993 - Ma saison préférée (André Téchiné)
- 1995 - Stille Nacht – Ein Fest der Liebe (Dani Levy)
- 1999 - Le Temps retrouvé (Raúl Ruiz)
- 2006 - Deepfrozen (Andy Bausch)
- 2008 - 35 Rhums (Claire Denis)
- 2008 - Weitertanzen (Friederike Jehn)
- 2016 - Belle Dormant (Adolfo Arrieta)
- 2018 - Suspiria (Luca Guadagnino)
- 2018 - A Portuguesa

## Discografie

### Albums
- 1978: Au Pigall’s (lp bij Barclay, live in Parijs, opnieuw uitgebracht op cd door Barclay in 2001)
- 1979: Der Abendstern (lp bij RCA, opnieuw uitgebracht op cd door Viellieb Rekords in 1999)
- 1980: Live in Hamburg (lp bij RCA, concert in de Audimax Hamburg, 9 mei 1980)
- 1983: Erinnerungen an Édith Piaf (lp bij RCA, chansons van Édith Piaf met Duitse tekst)
- 1986: Spass (lp bij Schariwari)
- 1989: Chante Piaf ‘En Public’ (lp bij Clever, opname 1988, live in het Théâtre de l'Athénée-Louis-Jouvet, Parijs, opnieuw uitgebracht op cd door Fpr Music in 2001.)
- 1996: Chambre 1050 (cd bij Arcade, 2000 cd bij Tricatel, 13 nummers van Helle Nacht in het Frans)
- 1998: Helle Nacht (cd bij Viellieb Rekords, 16 nummers)

### Singles
- 1980: Cette chose molle / Les goélands (bij RCA.)
- 1981: Beim letzten Tango / Lilli und Hans-Otto (bij RCA, uit de televisiefilm Vorstadt-Tango.)

### Filmmuziek
- 1994: Chansons und Themen aus Fassbinder-Filmen (cd bij Alhambra, bevat drie nummers van Caven uit de film Mutter Küsters Fahrt zum Himmel, 1975.)
- 1993: Hors saison (cd van de film Zwischensaison (Hors saison) uitgebracht in Japan, bevat zes titels vertolkt door Ingrid Caven.)

- Bibliothèque nationale de France: cb13930802n (data)
- Gemeinsame Normdatei: 123218411
- International Standard Name Identifier: 0000 0000 5514 0300
- Library of Congress Control Number: no2003094615
- MusicBrainz: d2456d62-2b78-424f-b9d7-3fe7ee6e2e70
- Nationale Bibliotheek van Tsjechië: xx0152360
- Nationale Bibliotheek van Israël: 987007303285005171
- Nederlandse Thesaurus van Auteursnamen: 071498931
- Système universitaire de documentation: 088698270
- Virtual International Authority File: 34646259
- WorldCat: E39PBJfcPBXQ8Tc9BXjmQrqxXd